# حصن بن الشكل (عمد)

تعديل مصدري - تعديل

حصن بن الشكل هي إحدى قرى  بمديرية عمد التابعة لمحافظة حضرموت، بلغ تعداد سكانها 66 نسمة حسب تعداد اليمن لعام 2004.